# Guasinia delgadoi
Guasinia delgadoi is een hooiwagen uit de familie Guasiniidae.